# Jacek Żurada
Jacek Maciej Żurada (ur. 31 lipca 1944 w Sosnowcu) – polski inżynier i naukowiec, jeden ze specjalistów w dziedzinie sieci neuronowych; odznaczony wyróżnieniami amerykańskimi, polskimi oraz międzynarodowymi za pracę naukową, dydaktyczną i organizacyjną. 
Żurada przebywa od roku 1979 w USA.

## Edukacja
W latach 1958–1962 uczęszczał do Liceum Ogólnokształcącego im. St. Staszica w Sosnowcu. W 1968 ukończył studia na Wydziale Elektroniki Politechniki Gdańskiej, uzyskując magisterium pod kierunkiem prof. Jerzego Seidlera. W 1975 obronił pracę doktorską pod kierunkiem prof. Michała Białki.

## Kariera naukowa
W latach 1977–1978 był stypendystą podoktoranckim na Politechnice w Zurychu. Po wyjeździe do Stanów Zjednoczonych, od 1989 pełni funkcję profesora inżynierii elektrycznej i komputerowej w University of Louisville w USA, w 1993 objął funkcję S.T. Fife Professor, a w latach 2004–2006 był dodatkowo dziekanem Wydziału. 
Opublikował (do 2006) ok. 300 artykułów naukowych w czasopismach i w materiałach konferencyjnych w dziedzinie sieci neuronowych, inteligencji obliczeniowej, wydobywania wiedzy z danych, obróbki obrazów i sygnałów oraz układów VLSI. Jest autorem lub współautorem trzech książek (Filtry aktywne RC, 1979, WNT; Introduction to Artificial Neural Systems, 1992, PWS; Sztuczne sieci neuronowe, 1996, PWN) oraz współedytorem szeregu pozycji naukowych wydanych przez IEEE Press, MIT Press oraz Springer. 
Pełnił funkcje w kolegiach edytorskich, m.in. jako Associate Editor IEEE Transactions on Circuits and Systems, Pt. I and Pt. II, Neurocomputing, Schedae Informaticae, International Journal of Applied Mathematics and Computer Science i był edytorem serii Springer Natural Computing Book Series. W latach 1998–2003 był redaktorem naczelnym wiodącego czasopisma w dziedzinie sieci neuronowych IEEE Transactions on Neural Networks. W latach 2001–2003 był też członkiem Editorial Board Proceedings of IEEE.
Od 1993 pełnił funkcje organizacyjne w IEEE. W latach 90. był założycielem NNC Neural Networks Technical Committee, a w okresie 2004–2005 pełnił funkcję Prezydenta IEEE Computational Intelligence Society.
Otrzymał Nagrodę Ministerstwa Edukacji Narodowej w 1997 i Złoty Medal Jubileuszowy IEEE Circuits and Systems Society w 1999. Pełni też funkcje IEEE Distinguished Speaker, a od r.1996 posiada stopień IEEE Fellow. Od 2005 jest członkiem zagranicznym PAN. Jest także profesorem honorowym dwóch uniwersytetów w Chinach.